# Joshua Mees
Joshua Mees (Lebach, 15 april 1996) is een Duitse voetballer die doorgaans als linksbuiten speelt. In juli 2024 maakte hij de overstap van Holstein Kiel naar Preußen Münster.

## Clubloopbaan
Mees begon met voetballen bij FV Lebach.  Hij verruilde de club uit zijn geboorteplaats voor het hoger spelende 1. FC Saarbrücken. In 2011 koos hij ervoor om te gaan voetballen in de jeugdacademie van TSG 1899 Hoffenheim.

#### TSG 1899 Hoffenheim
Mees begon bij Hoffenheim in de onder 17 waar hij op 14 augustus 2011 zijn eerste minuten maakte in de uitwedstrijd tegen zijn leeftijdsgenoten van Unterhaching. In het met 2-2 gelijkgespeelde duel kwam hij in de 68e minuut in het veld. In de derde competitiewedstrijd maakte hij zijn eerste doelpunt voor deze leeftijdscategorie tijdens de met 1-2 gewonnen uitwedstrijd tegen SC Freiburg –17. In de 57e minuut maakte hij de winnende treffer. In zijn tweede seizoen speelde hij regelmatig mee met de onder 19 waar hij op 16 december 2012 zijn debuut maakte in de uitwedstrijd tegen 1. FSV Mainz 05 –19. Hij kwam in het met 1-4 gewonnen duel in de 84e minuut in de ploeg voor Davie Selke. Op 10 april 2013 maakte hij in de met 3-5 gewonnen uitwedstrijd tegen de leeftijdsgenoten van FSV Frankfurt zijn eerste doelpunt in deze leeftijdscategorie. In de 80e minuut zette hij de 3-4 op het scorebord. In het seizoen 2013/14 maakte hij de overstap naar de onder 19 en kwam te spelen onder de beginnende trainer Julian Nagelsmann. Mees werd met Nagelsmann jeugdkampioen van Duitsland door in de finale met 0-5 te winnen van Hannover 96. Het seizoen daarna werd Mees met 20 doelpunten landelijk topscoorder en droeg hij regelmatig de aanvoerdersband. Wederom werd de finale gehaald waarin dit keer Schalke 04 de tegenstander was. Er werd met 3-1 verloren en Mees maakte in de 5e minuut de 0-1. Dit was direct zijn laatste wedstrijd bij de junioren waarin hij had samengespeeld met onder andere Niklas Süle, Kenan Karaman en Robin Hack.

### TSG 1899 Hoffenheim
Na zijn overgang vanuit de junioren kwam Mees in het tweede elftal terecht waarin hij op 7 augustus 2015 zijn basisdebuut maakte tijdens de met 3-1 verloren uitwedstrijd tegen SV Waldhof Mannheim. In het Carl-Benz-Stadion startte hij in de Regionalliga Süd als centrumspits en maakte hij in de 16e minuut zijn eerste doelpunt bij de senioren en daarmee de 1-1 gelijkmaker. Na vier wedstrijden in het tweede te hebben gespeeld wilde hij zich verder ontwikkelen en besloot hij om zich vlak voor sluiten van de transfermarkt voor twee seizoenen te verhuren aan SC Freiburg. Na zijn terugkomst wist hij zich een basisplaats in het tweede elftal te veroveren en kwam hij in het seizoen 2016/17 tot 32 wedstrijden waarin hij 12 keer wist te scoren. In het seizoen 2017/18 werd Mees verhuurd aan Jahn Regensburg dat het seizoen ervoor gepromoveerd was naar 2. Bundesliga. Bij terugkomst besloot Mees te vertrekken bij Hoffenheim en zijn loopbaan bij 1. FC Union Berlin voor te zetten.

#### Verhuur aan SC Freiburg
Bij Freiburg lukte het hem niet om in het eerste elftal te komen en hij kwam daardoor in het tweede elftal terecht. Op 12 september 2015 maakte hij zijn eerste minuten tijdens de uitwedstrijd tegen SV Spielberg. Hij kwam in de 88e minuut in het veld.  Zijn inzet bleef beperkt tot 304 minuten in zes wedstrijden. Aan het einde van het seizoen keerde hij vervroegd terug naar Hoffenheim.

#### Verhuur aan Jahn Regensburg
Op 27 juli 2017 maakte hij zijn debuut tijdens de uitwedstrijd in de eerste competitieronde tegen Arminia Bielefeld. Trainer Achim Beierlorzer liet hem in de SchücoArena als linksbuiten in de basis starten. In de derde wedstrijd maakte hij zijn eerste doelpunt in dienst van Regensburg tijdens de uitwedstrijd tegen FC Ingolstadt. In de met 2-4 gewonnen wedstrijd maakte hij in het Audi-Sportpark in de 28e minuut de 0-1. Wegens een aantal blessures moet hij in het najaar een aantal wedstrijden vanaf de kant toekijken. Hij kwam in het seizoen 2017/18 uiteindelijk tot 23 wedstrijden waarvan hij er vijftien in de basis mocht beginnen.

### 1 FC Union Berlin
In de zomer van 2018 ondertekende Mees een driejarig contract tot 2021 bij de club uit de Duitse hoofdstad. Op 5 augustus 2018 maakte hij in de openingsronde van de competitie zijn eerste speelminuten tijdens de thuiswedstrijd tegen Erzgebirge Aue. Trainer Urs Fischer bracht hem in de 24e minuut in het veld voor Kenny Prince Redondo. Na een paar weken buitenspel te hebben gestaan wegens een hamstringblessure maakte hij in de dertiende competitieronde zijn eerste doelpunten voor Union Berlin. Op 11 augustus scoorde hij in de met 4-0 gewonnen thuiswedstrijd tegen Greuther Fürth tweemaal. In het Stadion An der alten Försterei maakte hij in de vijfde minuut na een voorzet van Marcel Hartel de 1-0. Vijf minuten later was het opnieuw raak waarna hij de 2-0 op het scorebord bracht. Mees eindigde met Union op de derde plaats waarna hij play-off wedstrijden om promotie/degradatie moest spelen tegen VfB Stuttgart uit de Bundesliga. In de MHPArena werd met 2-2 gelijkgespeeld. In de tweede wedstrijd in Berlijn werd met 0-0 gelijkgespeeld waarna Union Berlin, op basis van de twee in Stuttgart gescoorde uitgoals, voor het eerst in haar geschiedenis promoveerde naar het hoogste niveau in Duitsland. Mees kwam beide wedstrijd in actie als wisselspeler.
Het seizoen 2019/20 was vanwege blessures geen groot succes voor Mees. Op 31 augustus tijdens de derde competitieronde maakte hij zijn eerste minuten op het hoogste niveau in de thuiswedstrijd tegen Borussia Dortmund. Hij kwam in de 76e minuut in het veld voor zijn concurrent Marius Bülter. Vanaf de elfde competitieronde stond hij vanwege een tweetal blessures langere tijd buitenspel. Hij kwam mede hierdoor tot 15 wedstrijden waarvan hij maar één keer in de basis begon. Zijn derde seizoen bleef beperkt tot een tweetal wedstrijden waarna hij de overstap maakte naar Holstein Kiel.

### Holstein Kiel
Begin oktober 2020 tekende Mees een vierjarig contract waardoor hij zich tot 2024 aan de club werd verbonden. Op 18 oktober maakte hij zijn debuut voor de Noord-Duitse club tijdens de uitwedstrijd tegen Würzburger Kickers. In het met 0-2 gewonnen duel liet trainer Ole Werner hem in de basis beginnen. In de rust werd hij gewisseld voor Niklas Hauptmann. Een paar weken later maakte hij op 9 november zijn eerste doelpunt in dienst van Kiel. In de met 1-1 gelijkgespeelde thuiswedstrijd tegen Hamburger SV kwam hij in de 88e minuut in het veld voor Stefan Thesker. Kort daarop maakte hij na een voorzet van Finn Porath de gelijkmaker. Het gelukte hem in zijn eerste seizoen vanwege de aanwezigheid van Fabian Reese en Fin Bartels niet om een basisplaats te veroveren. Mees bereikte met Kiel de derde plaats en speelde aan het einde van het seizoen play-off wedstrijden om promotie/degradatie tegen 1. FC Köln. Mees kwam beide wedstrijd als wisselspeler in actie waarbij de heenwedstrijd in Keulen door een doelpunt van Simon Lorenz met 0-1 gewonnen werd. Door de 1-5 nederlaag in de terugwedstrijd bleven Porath en zijn ploeggenoten in de 2. Bundesliga.
Nadat hij in zijn tweede seizoen onder de nieuwe trainer Marcel Rapp niet tot een basisplaats wist te komen besloot Mees om zich voor het seizoen 2022/23 te verhuren. Hij ging voor de tweede keer naar het in dezelfde competitie spelende Jahn Regensburg. Na terugkomst lukte het Mees in het seizoen 2023/24 niet om een basisplaats te veroveren. In de zesde competitieronde kwam hij voor de eerste keer binnen de lijnen tijdens de uitwedstrijd tegen FC St. Pauli. Hij werd in de rust in de ploeg gebracht voor de Japanner Shuto Machino. Voor de winterstop kwam hij vier keer in actie en kreeg hij in de tweede helft van het seizoen 2023/24 vanwege een aantal blessures van andere spelers meer speelminuten  Ondanks promotie naar de Bundesliga besloot Mees Kiel aan het einde van het seizoen te verlaten en zijn loopbaan voor te zetten bij de net naar de 2. Bundesliga gepromoveerde Preußen Münster.

#### Verhuur aan Jahn Regensburg
In de eerste competitiewedstrijd tegen Darmstadt 98 liet trainer Mersad Selimbegovic Mees in de basis starten. Tijdens de 2-0 gewonnen thuiswedstrijd maakte hij na een assist van Nicklas Shipnoski na 17 seconden 1-0. Mees eindigde met Regensburg op de 17e plaats waardoor degradatie naar de 3. Liga volgde. Aan het einde van het seizoen keerde Mees terug naar Kiel.

### Preußen Münster
In de zomer van 2024 werd bekend dat Mees een contract met onbekende looptijd had getekend bij de club uit Münster. Op 4 augustus 2024 maakte hij zijn debuut in de 2. Bundesliga tijdens een uitwedstrijd tegen Greuther Fürth. In de met 3-1 verloren duel liet trainer Sascha Hildmann hem in de basis starten. Een maand later op 13 september maakte hij zijn eerste doelpunten in het shirt van Münster tijdens de met 3-3 gelijkgespeelde thuiswedstrijd tegen SC Paderborn 07. Hij hielp eerst in de 19e minuut aan een 1-0 voorsprong om later in de wedstrijd in de 91e minuut de 3-3 gelijkmaker op het scorebord te zetten. In de eerste competitiehelft startte hij alle wedstrijden in de basis.

## Clubstatistieken
| Seizoen                         | Club                   | Competitie           | Competitie | Competitie | Beker | Beker | Internationaal | Internationaal | Overig | Overig | Totaal | Totaal |
| Seizoen                         | Club                   | Competitie           | Wed.       | Dlp.       | Wed.  | Dlp.  | Wed.           | Dlp.           | Wed.   | Dlp.   | Wed.   | Dlp.   |
| ------------------------------- | ---------------------- | -------------------- | ---------- | ---------- | ----- | ----- | -------------- | -------------- | ------ | ------ | ------ | ------ |
| 2015/16                         | TSG 1899 Hoffenheim II | Regionalliga Südwest | 4          | 3          | 0     | 0     | 0              | 0              | 0      | 0      | 4      | 3      |
| 2015/16                         | → SC Freiburg II       | Regionalliga Südwest | 6          | 0          | 0     | 0     | 0              | 0              | 0      | 0      | 6      | 0      |
| 2016/17                         | TSG 1899 Hoffenheim II | Regionalliga Südwest | 32         | 12         | 0     | 0     | 0              | 0              | 0      | 0      | 32     | 12     |
| 2017/18                         | → SSV Jahn Regensburg  | 2. Bundesliga        | 22         | 6          | 2     | 0     | 0              | 0              | 0      | 0      | 24     | 6      |
| 2018/19                         | 1. FC Union Berlin     | 2. Bundesliga        | 21         | 6          | 0     | 0     | 0              | 0              | 2      | 0      | 23     | 6      |
| 2019/20                         | 1. FC Union Berlin     | Bundesliga           | 15         | 0          | 2     | 2     | 0              | 0              | 0      | 0      | 17     | 2      |
| 2020/21                         | 1. FC Union Berlin     | Bundesliga           | 1          | 0          | 1     | 0     | 0              | 0              | 0      | 0      | 2      | 0      |
| 2020/21                         | Holstein Kiel          | 2. Bundesliga        | 29         | 3          | 3     | 1     | 0              | 0              | 2      | 0      | 34     | 4      |
| 2021/22                         | Holstein Kiel          | 2. Bundesliga        | 16         | 4          | 2     | 0     | 0              | 0              | 0      | 0      | 18     | 4      |
| 2022/23                         | → SSV Jahn Regensburg  | 2. Bundesliga        | 25         | 1          | 2     | 0     | 0              | 0              | 0      | 0      | 27     | 1      |
| 2023/24                         | Holstein Kiel          | 2. Bundesliga        | 13         | 1          | 0     | 0     | 0              | 0              | 0      | 0      | 13     | 1      |
| 2024/25                         | Preußen Münster        | 2. Bundesliga        | 17         | 4          | 1     | 0     | 0              | 0              | 0      | 0      | 18     | 4      |
| Carrière totaal                 | Carrière totaal        | Carrière totaal      | 201        | 40         | 12    | 3     | 0              | 0              | 4      | 0      | 218    | 43     |
| Bijgewerkt tot 25 december 2024 |                        |                      |            |            |       |       |                |                |        |        |        |        |

## Interlandloopbaan
Mees kwam twee wedstrijden uit voor Duitsland –20. Op 3 september 2015 liet bondscoach Frank Wormuth hem in de basis debuteren tegen de leeftijdsgenoten van Italië. Hij werd in de 64e minuut gewisseld voor Nadiem Amiri. Zijn tweede en laatste wedstrijd volgende een paar dagen later tegen Polen. In deze twee wedstrijden speelde hij onder andere samen met Marvin Schulz, Maximilian Wittek, Pascal Stenzel en Luca Waldschmidt

### Interlandstatistieken
| Jeugdinterlands van Joshua Mees voor Duitsland | Jeugdinterlands van Joshua Mees voor Duitsland | Jeugdinterlands van Joshua Mees voor Duitsland | Jeugdinterlands van Joshua Mees voor Duitsland | Jeugdinterlands van Joshua Mees voor Duitsland | Jeugdinterlands van Joshua Mees voor Duitsland |
| №                                              | Datum                                          | Wedstrijd                                      | Uitslag                                        | Soort Wedstrijd                                | Doelpunten                                     |
| Als speler bij Duitsland –20                   | Als speler bij Duitsland –20                   | Als speler bij Duitsland –20                   | Als speler bij Duitsland –20                   | Als speler bij Duitsland –20                   | Als speler bij Duitsland –20                   |
| ---------------------------------------------- | ---------------------------------------------- | ---------------------------------------------- | ---------------------------------------------- | ---------------------------------------------- | ---------------------------------------------- |
| 1.                                             | 3 september 2015                               | Italië – Duitsland                             | 0 – 2                                          | Vriendschappelijk                              |                                                |
| 2.                                             | 7 september 2015                               | Polen – Duitsland                              | 2 – 1                                          | Vriendschappelijk                              |                                                |
| Bijgewerkt tot 22 maart 2024                   |                                                |                                                |                                                |                                                |                                                |

## Persoonlijk
Mees is zoon van Christoph Mees die in het verleden professioneel voetbal speelde bij zowel 1. FC Saarbrücken als Borussia Neunkirchen.

## Erelijst
| 2. Bundesliga | 1x | 2015/16 |